# Antifurto

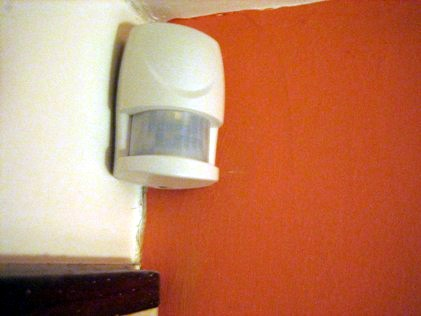
Esempio di antifurto domestico

Un antifurto è un sistema elettronico utilizzato per rilevare e segnalare le intrusioni e/o i tentativi di scasso e furto e come dispositivo anti intrusione nei beni immobili. Esistono antifurti che impiegano sensori collegati via fili, ovvero cablati, e sistemi antifurto non collegati con fili, ma dotati di trasmissione wireless.

## Descrizione
La maggior parte degli antifurti è dotata di sensori PIR (Passive Infrared Radiation) oppure PIR+MW (Passive Infrared Radiation + MicroWave), dispositivi che utilizzano le onde elettromagnetiche ad infrarossi, nel secondo caso insieme alle microonde, per rilevare un movimento nello spazio sorvegliato. Gli infrarossi sono indicativi delle variazioni di calore: quando una persona si muove nella zona controllata, i sensori PIR rilevano la variazione di calore dovuta alla presenza e allo spostamento del corpo.
Anche muovendosi lentamente, per tentare di eludere la rilevazione del movimento, non si può sfuggire a un sensore PIR, in quanto esso rileva non il movimento ma l'emissione del calore corporeo. Anche la minima variazione della velocità o un piede che scivola possono far variare il calore.
Solitamente gli antifurti sono dotati di telecomandi a distanza oppure di tastiera numerica installata all'interno del locale protetto, con cui il proprietario può comandare ogni singola funzione. L'impianto deve ricevere dall'installatore una programmazione che alla rilevazione di un intruso prevede l'attivazione dei dispositivi di allarme visivi e sonori e di un'eventuale chiamata per allertare il proprietario oppure un istituto di vigilanza privata o le forze dell’ordine. Solitamente i sistemi sono programmati in modo che tra il momento in cui viene rilevata una causa di allarme e il momento in cui scatta l'allarme passino alcune decine di secondi; tale espediente fa in modo che il proprietario, al rientro, abbia il tempo per disinserire l'impianto senza provocare un falso allarme e, allo stesso tempo, che chi commette un'effrazione non riesca a portarla a termine prima che scatti l'allarme.
Possono anche essere presenti dei sensori denominati "perimetrali". Tali sensori sono installati sulle porte e finestre, indipendentemente dal tipo di infisso, a protezione della sua apertura. I più comuni sono quelli "magnetici", composti da un elemento fissato sulla struttura fissa dell'infisso che contiene un piccolo interruttore racchiuso in un'ampolla di vetro, detto in gergo "reed", e di una parte sulla parte mobile dell'infisso, che contiene un magnete. Tale semplice sistema di rivelazione funziona grazie all'accuratezza del campo magnetico che si crea tra i due componenti, che se modificato o disturbato, in genere dall'apertura del serramento, genera un allarme.
Esistono tanti antifurti e il loro costo sostanzialmente non dipende solo dall'intelligenza del sistema di sicurezza ma anche dalla pressione acustica dell'allarme acustico, misurata molto comunemente in decibel.

## Componenti comuni
- Centrale elettronica
- Tastiera - Per impostare e immettere il codice di sicurezza per inserire o disinserire il sistema di antifurto;
- Telecomando - Per accendere o spegnere il sistema di antifurto;
- Tastierini di attivazione e disattivazione;
- Chiavi elettroniche statiche, RFID, sistemi di riconoscimento biometrico;
- Sensori PIR (di movimento);
- Sensori per esterno;
- Sensori magnetici (per alcuni tipi di antifurto);
- Sensori ad integrazione della protezione (fumo, gas, allagamento, ecc);
- Telecamere di videosorveglianza con rilevatore di movimento incorporato (anche wifi che si connettono ad internet)
- Avvisatore acustico (sirene e ripetitori di stato).

### Le periferiche e la centrale
La centrale è il cuore e il cervello del sistema: quando riceve un segnale che indica una condizione di allarme, attiva l'alimentazione agli avvisatori acustici e l'eventuale combinatore telefonico per allertare il proprietario oppure un istituto di vigilanza privata o le forze dell'ordine. I sensori sono gli elementi che controllano tutti gli eventi che accadono nell'area protetta. Quando la centrale è attiva (armata), se un sensore rileva una causa di allarme, invia un segnale alla centrale, che a sua volta attua tutte le contromisure necessarie.
Le sirene sono periferiche d'uscita importantissime e fondamentali per il funzionamento del sistema di allarme. Il loro compito è di segnalare la condizione di allarme alle aree limitrofe tramite avviso acustico e luminoso ad alta potenza, favorendo l'intervento di una pattuglia di vigilanza o di un'autopattuglia delle forze dell'ordine.
Solitamente le sirene devono essere protette tramite antistrappo, antiapertura, antischiuma e antiperforazione.
Il combinatore telefonico, ove presente, serve a segnalare una condizione di allarme al proprietario dell'abitazione ed eventualmente alle forze dell'ordine, tramite chiamata via telefono fisso PSTN o reti mobili GSM.

### Strumenti di protezione
Per scongiurare una possibile manomissione da parte di un intruso le centrali, le periferiche (sensori) e le sirene devono essere protetti tramite l'ausilio di:
- Tamper anti manomissione: si tratta di un semplice tasto posto nella parte posteriore della centralina (la parte da fissare al muro). Questo tasto rimane sempre premuto a contatto col muro; se qualcuno cerca di strappare la centralina dal muro il tasto viene rilasciato facendo partire l'allarme. Due tasti proteggono la centrale: uno anteriore la protegge dall'apertura non autorizzata e uno posteriore la protegge dallo strappo dal muro.
- Sensori ottici: nelle sirene la probabilità di manomissione è alta. La sirena, oltre ad avere un tamper posteriore e uno anteriore, è protetta anche da sensori ottici che rilevano l'immissione di schiuma di poliuretano espanso nella sirena, facendo scattare l'allarme sonoro e telefonico (il poliuretano è una schiuma che si potrebbe utilizzare per zittire la sirena).
- Sistema antiperforazione: consta semplicemente nel proteggere il cono della sirena e i circuiti con una scatola di acciaio oppure una maschera di plastica che è attraversata da circuiti che se vengono interrotti fisicamente da un foro fanno generare un allarme.
- Sistema antistrisciamento: i sensori di movimento potrebbero essere elusi muovendosi strisciando per terra anziché camminando normalmente. Per evitare ciò viene usata una doppia lente di rilevazione, una davanti (che normalmente capta i movimenti nell'area) e una sotto che capta il cosiddetto "strisciamento".
- Sensore antijamming: è un sistema utilizzato nei sistemi radio per impedire il disturbo della frequenza di lavoro tramite un jammer. Se la centralina rileva un'interferenza scatta l'allarme.
- Sistema antimascheramento: un modo per interrompere il fascio a infrarossi dei sensori PIR (volumetrici) sarebbe spruzzare lacca o vernice sulla lente, in modo da oscurarla. Questo sensore identifica una copertura non autorizzata da vernice o lacca e fa scattare un allarme.

## Tipologie

### Antifurto senza fili
Un antifurto senza fili ha il vantaggio di ridurre notevolmente il tempo di installazione in quanto non si devono effettuare le opere murarie tipiche di un sistema cablato.
Per gli antifurto di tipo wireless sono fondamentali i sistemi per impedire l'oscuramento o il disturbo del segnale (modulo anti-accecamento o anti jamming), ed è anche importante verificare le modalità di trasmissioni radio (singola frequenza, doppia frequenza, tripla frequenza) e se la modulazione di frequenza è di tipo a banda stretta o larga. In Europa le frequenze normalmente utilizzati dai sistemi di allarme sono il range dei 433 MHz e quello degli 868 MHz, secondo la normativa R&TTE.Aggiornata alla normativa RED 2014/53/EU.

### Antifurto nebbiogeno
Gli antifurti nebbiogeni sono stati concepiti e hanno trovato impiego negli ultimi anni come soluzioni per impedire furti o rapine. Sono costituiti da un'unità collegata alla centrale come tutte le altre periferiche, che, quando viene rilevata una causa di allarme, invece che emettere suoni o segnali luminosi oppure in aggiunta ad essi, nebulizza molto velocemente un apposito prodotto non tossico né per gli animali né per l'uomo, contenuto in uno o più serbatoi (che devono essere periodicamente sostituiti o rabboccati), andando ad emettere una nebbia che rende totalmente impossibile la visione da parte dei malviventi all‘interno del locale. Non è possibile eludere in alcun modo tale protezione, dal momento che la nebbia può essere eliminata solo arieggiando il locale, operazione che richiede di poter vedere all'interno di esso. Dal momento che la maggior parte dei furti non dura più di tre minuti ed il tempo medio di intervento delle forze dell‘ordine è di gran lunga superiore, l'installazione di un sistema nebbiogeno garantisce la totale protezione nei primi 20 minuti dal tentato furto. Esistono anche antifurti nebbiogeni a sé stanti, non collegati ad un impianto centralizzato, che si auto-installano e si comandano a distanza.

## Nel mondo

### Italia
In Italia è possibile usufruire di detrazioni fiscali per l'acquisto e l'installazione di sistemi di allarme.
Le detrazioni fiscali per le ristrutturazioni, compreso l'acquisto di sistemi di allarme, sono state prolungate ulteriormente dalla legge di stabilità sino al 31 dicembre 2025. Nel corso degli anni l'agevolazione è stata di volta in volta rinnovata: attualmente nel 2025 è pari fino ad un massimo del 50% che è possibile ottenere direttamente come detrazione sulla propria dichiarazione dei redditi. Al fine di verificare se l'agevolazione è ancora presente, è possibile consultare l'apposito link relativo alle informazioni ufficiali presenti sul sito dell'Agenzia delle Entrate.